# 錦部姉継
錦部 姉継（にしごり の あねつぐ）は、奈良時代後期の女官。平城天皇の乳母の1人。姓は連。位階は従五位上。

## 経歴
桓武朝の延暦5年（786年）正月、その前年の11月の安殿親王（のちの平城天皇）の立太子に合わせて、无位から従五位下に叙爵される。その後、同7年（788年）2月、従五位上に昇叙。同時に无位から従五位下に昇叙された安倍小殿堺・武生拍とともに「皇太子の乳母なり」と記されている。『後宮職員令』に、「およそ親王、及び、その子には、みな乳母を給うこと。親王には3人、その子には2人」とあり、この時叙位された3人は安殿親王に給された乳母である。
その後の事績については知られていない。

## 官歴
『続日本紀』による
- 時期不詳：安殿親王（のちの平城天皇）乳母
- 延暦5年（786年）正月19日：従五位下
- 延暦7年（788年）2月3日：従五位上